# Győr-Pér internationella flygplats
Győr-Pér internationella flygplats (ungerska Győri-Pér Nemzetközi Repülőtér; ICAO LHPR) är en av Ungerns fem internationella flygplatser, belägen nära samhället Pér, femton kilometer sydost om Győr. Flygplatsen blev internationell flygplats år 2006.
Landningsbanorna består av 1 450 meter asfaltbana och 1 134 meter gräsbana.